# Hannes Keller
 (janvier 2023).
Si vous disposez d'ouvrages ou d'articles de référence ou si vous connaissez des sites web de qualité traitant du thème abordé ici, merci de compléter l'article en donnant les références utiles à sa vérifiabilité et en les liant à la section « Notes et références ».
Pour les articles homonymes, voir Keller.
Hannes Keller, né le 20 septembre 1934 à Winterthour, et mort le 1er décembre 2022 à Niederglatt, est un physicien suisse, mathématicien, ayant fait des études de philosophie. Pionnier de la plongée profonde, inventeur et entrepreneur, il est également musicien (pianiste classique), il a produit deux CD et participé à plusieurs concerts devant 2 000 personnes.
Son parcours dans la plongée est né de sa collaboration, avec le professeur Paul Profos, en 1957, avec qui, il a fait deux publications scientifiques, sous leurs deux noms.
Durant la même période, Keller a été initié à la plongée par un ami. Perfectionniste et passionné, il a consacré son temps libre à tout ce qu'il pouvait apprendre sur le sujet. Peu de choses étaient connues de la science sur la plongée et le matériel de plongée disponible dans le commerce le limitait à 100 m de profondeur. Seuls les militaires possédaient les équipements qui, à l’époque, permirent un record à 180 m.

## La plongée profonde
Keller a émis la théorie selon laquelle un plongeur peut respirer un mélange de gaz différent de ceux qui composent l'air atmosphérique. Par conséquent, il était possible de franchir les limitations de la profondeur imposée par la physiologie humaine. La grande innovation de Keller a été sa méthode des changements de gaz (d'un mélange hélium-oxygène à un mélange azote-oxygène) au moment idéal pendant la décompression. « Le changement d’un gaz léger (hélium) à un gaz lourd (azote) permettant d’accélérer la décompression. » Les expérimentations à venir allaient lui donner entièrement raison.

## L’équipe scientifique
Sur la base de cette réflexion, pour résoudre les questions concernant l’action des gaz sur le système pulmonaire, Keller est allé rencontrer Albert Bühlmann à l'université de Zurich. Bühlmann était spécialisé dans l'appareil respiratoire et les systèmes de circulation. À l’époque, Bühlmann croyait que la narcose était principalement induite par le dioxyde de carbone (CO2).
Les deux scientifiques sont convenus de travailler ensemble et Bühlmann s’est consacré aux aspects physiopathologiques des mélanges gazeux pour faire une plongée expérimentale profonde dans le lac de Zurich assisté par son ami, Peter Stirnenann. La plongée de Keller s’étant faite sans aucun problème de santé, il est alors prêt à tester les limites des nouveaux mélanges de gaz à base d’hélium.

## Les records de profondeur
En 1959, il teste avec succès ses premières tables de décompression dans le lac de Zurich, où il a atteint une profondeur de 120 m avec l’aide de son ami Peter Stirnenann (à cette époque l’exploration des grandes profondeurs en plein développement, sous l’impulsion de Jacques Piccard).
En 1960, il développe des modèles mathématiques et des tables de décompression en utilisant la technologie informatique qui débutait. Persuasif, Keller réussit à convaincre IBM de lui accorder gratuitement quelques heures sur un ordinateur IBM 650 (Mainframe) en dehors des heures de travail, pour réaliser les calculs nécessaires à l'élaboration de tables de décompression, basés sur l'hypothèse de mélanges multiples pour différentes profondeurs.
Keller soumet des centaines de milliers de calculs informatiques pour trouver les temps de remontée, les profondeurs, et les procédures de décompression. Il édite environ quatre cents tables différentes pour des profondeurs allant jusqu’à 430 m de profondeur. Parallèlement à ses recherches, il commence à expérimenter ses hypothèses avec des plongées de plus en plus profondes, toujours aidé par Stirnenann.
Toujours en 1960, il établit un nouveau record du monde de plongée dans le lac Majeur. Avec lui, la montre ONSA « Scaphandrier » résiste à une profondeur de 155 m. Puis Keller se rend aux États-Unis pour tenter de convaincre l'US Navy de financer la poursuite de ses travaux. Bien que de nombreux experts de la marine sont intrigués et intéressés par la requête de Keller, le financement est rejeté.
Keller se rend ensuite en France pour faire la même démarche auprès de la Marine nationale avec l’aide de Jacques-Yves Cousteau. Bien que les Français ne peuvent financer son travail, ils lui donnent accès à la chambre hyperbare du GERS (Groupe d’étude et de recherches sous-marine) de Toulon.
Le 6 novembre 1960, il atteint en simulation avec le caisson de Toulon la profondeur de 250 m.
Le 25 avril 1961, il bat le record du monde de plongée en atteignant 300 m dans le caisson de simulation hyperbare du GERS à Toulon, observé par plusieurs officiers de la marine nationale française et des scientifiques comme Xavier Fructus et Jacques-Yves Cousteau.
Cet exploit retient l'attention de la communauté des scientifiques, mais contribue à promulguer le mythe selon lequel Keller est un phénomène de la nature pouvant supporter des pressions importantes qui tueraient le commun des mortels. C’est ainsi que pour la plongée débute une nouvelle ère, la plongée à saturation.
Le 28 juin 1961, Hannes Keller bat un nouveau record de plongée (en pleine eau) à −222 m dans le lac Majeur et remonte sans incident après 45 minutes de plongée. Hannes Keller s'associe alors avec l'explorateur et cinéaste Max-Yves Brandly et l'instructeur national suisse de plongée Arthur Droz pour mettre au point en collaboration avec Vulcain la première montre-réveil de plongée, la Cricket Nautical qu’il utilise pour cette plongée.
Après ce record, Keller acquiert une renommée dans le monde scientifique de la plongée à la fois militaire et de loisirs. Cet événement convainc l’US Navy du sérieux de Keller.
En 1962, Keller reçoit le soutien financier de l'US Navy et de Shell pour continuer ses recherches. Il débute alors la préparation d’une plongée à 300 m. Il conçoit et construit une tourelle de plongée, qu'il baptise Atlantis, et qui possède une trappe dans sa partie inférieure à travers laquelle les plongeurs peuvent sortir et retourner dans la tourelle.
Dans la foulée, il fonde le Laboratoire hyperbare Hannes Keller à l'université de Zurich. En modifiant sa cloche de plongée Atlantis, qu'il a utilisée pour sa plongée de 300 mètres en Californie, il l'utilise comme chambre hyperbare de laboratoire à laquelle il ajoute deux chambres plus larges.
Il finance le tout avec des moyens extrêmement limités. Pour sa recherche hyperbare, il engage Benno Schenk comme chef de laboratoire. Son laboratoire construit avec grand succès des chambres hyperbares pour des clients en Grèce, Turquie, France, États-Unis, Allemagne et Suisse.
Le 3 décembre 1962, au large de l’île de Santa Catalina en Californie, il établit encore un nouveau record du monde en atteignant les 313 m de profondeur. Cet exploit, malgré des événements tragiques, provoque un fort retentissement tant en plongée civile, militaire que sportive, telle qu'elle est pratiquée actuellement.
En 1965, il quitte le laboratoire et laisse tout à Bühlmann et Schenk. Le nom de son laboratoire est modifié par Bühlmann en Laboratoire hyperbarique de l'université de Zurich. C’est alors que Shell finance avec plusieurs millions un nouveau système de chambres très confortables avec Bühlmann et Schenk.

## L’industriel
Au début des années 1970 et pendant les dix ans qui suivirent, Shell a commencé le développement des ROV (Remote Operated Vehicles), pour effectuer des travaux d'inspection offshore profondes, et dans certains cas, remplacer ou compléter la nécessité d'utiliser les plongeurs. La robotique sous-marine prend alors le pas sur les plongeurs.
En 1982, avec La Spirotechnique, il participe à la création d’une tenue de plongée profonde comprenant un ensemble (équipement intégré de plongée), d’un cordon ombilical, d’un vêtement Hannes Keller et d’un système de réchauffement à l’eau chaude. Utilisé pour les plongées d’intervention ou à saturation entre −50 m et −300 m de profondeur permettant de supporter des températures rigoureuses jusqu’à 2 °C. Cet équipement n’est plus utilisé aujourd’hui.
Hannes Keller a également développé des combinaisons pour le sport professionnel, en particulier pour le ski. De très nombreuses médailles olympiques et des compétitions mondiales ont été remportées par leurs utilisateurs. L’entreprise japonaise Descente achète d’abord la licence Keller pour les combinaisons sportives, puis tout le secteur « sport » de Keller.
À partir de 1970, Keller  devient entrepreneur dans le secteur des technologies de l'information. En 1974, il fonde la société Keller SA qui devient leader mondial dans la fabrication de capteurs de pression isolés, basés sur la technologie piezorésistive.
En 1980, Keller vend sa propre gamme d'ordinateurs et devient l'un des principaux fournisseurs de PC d'IBM en Suisse. Plus tard, Hannes Keller crée d’autres logiciels, dont Ways for Windows et Witchdesk dont 3 millions d’exemplaires seront vendus.
Avec dix ans d’avance sur Bill Gates, il crée le premier correcteur de texte par l’informatique. IBM a acheté ses licences, puis copié son logiciel pour l’intégrer dans Word.[réf. nécessaire]

## Prix
Hannes Keller a reçu de nombreux des prix internationaux, dont ceux des sociétés :
- Undersea
- Oceaneering
- Boston Sea Rovers
- Argosy's Giant of Adventure Award

## Visipix
Hannes Keller a créé l’un des plus grands musées d’images d’Internet, Visipix, avec 1,3 million d'images en ligne. Les Copyrights sont gratuits pour toutes utilisations.

## L'artiste
À partir de 2004, Hannes Keller a travaillé comme artiste indépendant.